# Marciano Cantero
Horacio Eduardo Cantero Hernández (Mendoza, 25 de agosto de 1960-Mendoza, 8 de septiembre de 2022), conocido como Marciano Cantero, fue un músico y cantautor argentino radicado en México y también nacionalizado mexicano. 
Fue reconocido por haber sido el líder, vocalista y bajista de la banda de rock Enanitos Verdes. y compositor junto al guitarrista Felipe Staiti.

## Biografía y carrera

### Apodo
Le decían Marciano desde hace mucho tiempo por una serie de televisión que se llamaba Mi Marciano Favorito. Un amigo lo encontró parecido al personaje y por eso lo llamaban así.

### Primeros años
Nació en la ciudad de Mendoza el 25 de agosto de 1960. Su primer contacto con la música se produjo cuando escuchó por primera vez a The Beatles, cuando tenía solo nueve años. En particular se sintió atraído por el bajo. Su hermano mayor le enseñó algunos acordes con una guitarra que tenían en casa. Al tiempo se hizo evidente que quería tener un bajo y, después de ahorrar, compró un bajo barato con el que pudo explorar las notas bajas. Practicaba todos los días escuchando discos y tocando encima. Ya su colección de discos se había ampliado, incluso con álbumes de grupos de rock argentinos.
Cuando comenzó la secundaria, Marciano se suscribía para colaborar en lo que hiciera falta cuando había festivales de música. Cabe notar que, durante gran parte de su adolescencia, la Argentina fue regida por gobiernos de facto (militares) y los conciertos eran algo casi subterráneo. Su segundo bajo era una copia de un Fender Jazz Bass, y cuando terminó la secundaria su padre le regaló un bajo Fender verdadero.

### Enanitos Verdes

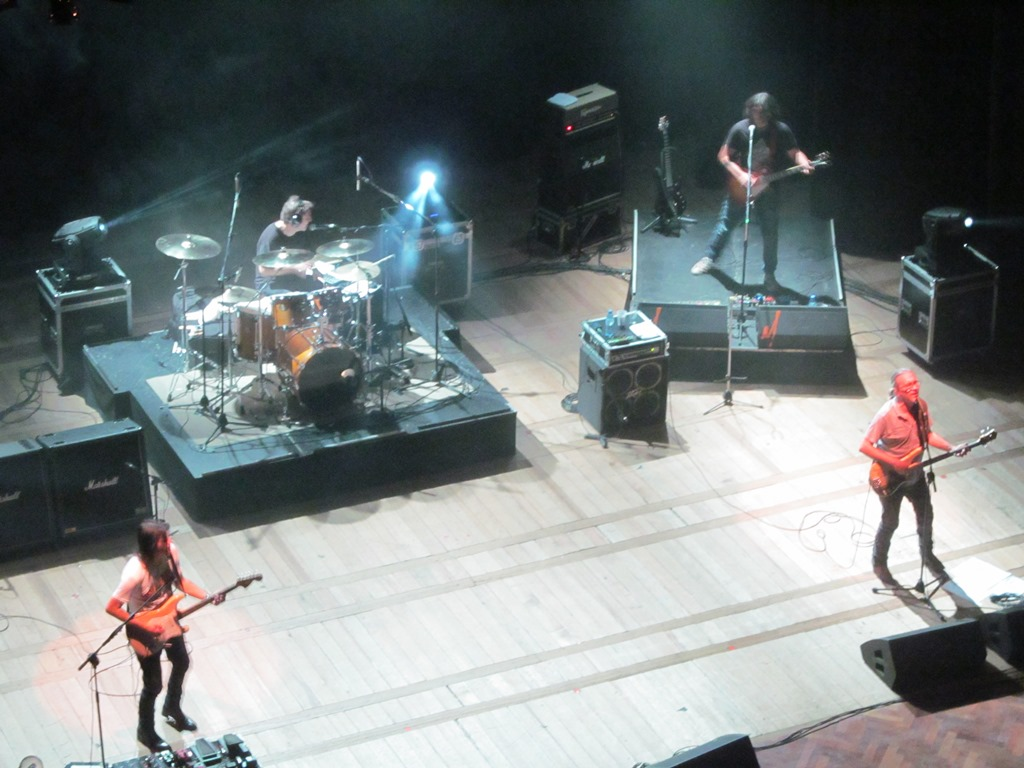
Enanitos Verdes en Rosario, en 2012

En 1979, junto con Felipe Staiti y Daniel Piccolo, forma Enanitos Verdes. En 1986 toca en Badia & Cía., frente a trescientos jóvenes. Estas presentaciones le permitirían hacer a la banda conocida en Buenos Aires, lo que le serviría de plataforma para alcanzar una gran popularidad en Latinoamérica. Enanitos Verdes ha tenido éxitos que han puesto un estilo personal y característico de ellos. Entre sus discos más populares figuran Contrarreloj (1986), Habitaciones extrañas (1987), Carrousel (1988), Igual que ayer (1992) y Big Bang (1994), así como el disco Tracción acústica (1998), con canciones de ellos pero en versión en vivo.

### Carrera solista
En 1989 se produce la disolución de Enanitos Verdes. Debido a ello, Cantero inició su carrera como solista con el disco Luna nueva, editado con un sello independiente y sin demasiada difusión. Sin embargo, el tema «Todos esos momentos» fue un éxito en Chile, lo que animó a Cantero a encarar su segundo proyecto, Beat Club, lanzado en 1991.
En 1992 se reuniría con sus compañeros para el retorno de Enanitos Verdes, banda en la que continuó hasta su fallecimiento.
Marciano también aparece como artista invitado en el disco Rock en tu idioma Sinfónico, de 2015, interpretando uno de sus mayores éxitos con Enanitos Verdes... «La muralla verde», en versión sinfónico.

## Vida privada
Su fascinación por la música tuvo su contraparte en el aeromodelismo. La aviación en miniatura fue para Cantero una pasión, tanto construir los modelos como volarlos con radio control. Durante sus últimos años, Marciano Cantero vivió en Mendoza (Argentina), después de haber vivido en Hermosillo (México) desde 2003 a 2017,donde se nacionalizó mexicano.

## Enfermedad y muerte
Cantero estuvo internado desde el 29 de agosto de 2022 por problemas renales. Fue operado el 5 de septiembre de 2022 para extirparse un riñón y parte del bazo. Falleció a los 62 años, el 8 de septiembre de 2022, en la Clínica de Cuyo de Mendoza, por complicaciones con el único riñón que le quedaba.

## Colaboraciones con otros artistas
Marciano Cantero solía colaborar con otros artistas, como por ejemplo:
- 1995: escribió la canción «Siempre te amé» para Andrés de León.
- 1997: aportó su voz para el tema «No puedo vivir sin ti», de la banda de rock cristiano llamada Puerto Seguro.
- 2001: aportó voces para el tema «El último adiós», de la banda Rostros Ocultos.
- 2002: coescribió con Coti Sorokin su tema «Volando».
- 2008: escribió y cantó a dúo con la banda Vanaz, el tema «Extraño sabor».
- 2009: puso su voz en el tema «Pasando galaxias», de Hugo Bistolfi.
- 2010: participó del tema «Que cante la vida» a beneficio de las víctimas del terremoto en Chile, junto con Luis Fonsi, Álex Ubago, Juan Luis Guerra, Ricardo Montaner, Franco de Vita, Carlos Baute, Alejandra Guzmán y otros.
- 2010: participó del tema «Hipnotika» de A.B. Quintanilla III, junto con DJ Kane y Voltio.
- 2010: cantó a dúo «Adivinaré» con Los Rancheros.[1]
- 2010: aportó nuevamente su voz para el tema «Como si fuera», de la banda de rock cristiano Puerto Seguro.
- 2016: participó con voz principal, bajo y coros en el tema «Puentes de papel», del compositor argentino Damián Gaume, junto con Joaquín Franco (Adicta).[13]
- 2019: participó del tema «Un Peso» del álbum Oasis, de J Balvin y Bad Bunny.
- 2019: participó en el tema «El Instante Pasó» del álbum Acústico Retrovisor, de la banda de rock venezolana Caramelos de Cianuro bajo el registro "Caramelos de Cianuro y Enanitos Verdes"
- 2021: participó del tema «Volver a casa» junto con la banda argentina Airbag.
- 2022: participó en el tema «Murmullos de tu ayer» de la banda mendocina Preso Común.

## Discografía

### Con Enanitos Verdes
- Enanitos Verdes (1984)
- Contrarreloj (1986)
- Habitaciones extrañas (1987)
- Carrousel (1988)
- Había una vez... (1989)
- Igual que ayer (1992)
- Big Bang (1994)
- Guerra gaucha (1996)
- Planetario (1997)
- Tracción acústica (1998)
- Néctar (1999)
- Amores lejanos (2002)
- En vivo (2004)
- Pescado original (2006)
- Inéditos (2010)
- Tic Tac (2013)

### Como solista
- Luna nueva (1990)
- Beat Club (1991)
- Marciano 2001 (2024)